# 2015年8月

## 8月1日
- 聯合國伊拉克援助團發表公報，表示有至少844名平民及488名伊拉克安全部隊人員在2015年7月境內暴力衝突和恐怖襲擊中喪生，另有超過2000人受傷。[1]

## 8月2日
- 尼日利亞軍方發表聲明，表示在博爾諾州掃蕩了數個博科聖地營地，救出178名被擄平民。[2]

## 8月3日
- 雅典证券交易所停市5星期後重開，Athex指數重挫。[3]

## 8月6日
- 埃及新蘇伊士運河揭幕。這項工程包括新開鑿35公里河道和把原有37公里河道加寬加深[4]。
- 臺灣反對高中歷史課綱微調的學生團體，宣佈結束在教育部前已進行一周的抗爭行動[5]。
- 臺灣親民黨主席、前臺灣省長宋楚瑜，宣佈參選2016年中華民國第十四任總統選舉[6]。
- 伊斯兰国旗下组织“汉志省”在艾卜哈清真寺发动了一起炸弹袭击。[7]

## 8月9日
- 強烈颱風蘇迪勒於8、9二日侵襲臺灣，所挾帶強風豪雨造成嚴重災情，並至少造成7人死亡、5人失蹤，402人受傷[8]。
- 日本長崎市原子彈爆炸七十週年紀念日當天，日本迪士尼在官方Twitter於上午9點發文「祝你"什麼都沒發生的日子"愉快」，並附上華特迪士尼影業於1951年製作並發行的《爱丽丝梦游仙境》主角愛麗絲拿著蛋糕的圖像，圖中寫著「祝你非生日快樂」，而华特迪士尼公司的官方網站並沒有相同內容貼文，引發該則文章湧入大量負面評價[9]。

## 8月11日
- 佛格森民眾在邁克爾·布朗命案屆滿一週年的紀念遊行上，原本抗議場面平和，但警方試圖驅散數百名妨礙交通、搶劫布朗喪生地點附近商店的抗議者時，出現群眾攻擊警方的暴力場面[10]。
- 尼日利亚博尔诺州一所市场内发生炸弹袭击事件，共造成50人死亡、50人受伤。[11]

## 8月12日
- 日本前首相鳩山由紀夫在韓國首爾市內的西大門刑務所訪問之後，對著紀念南韓抗日人士的紀念碑前為殖民統治謝罪[12]。
- 聯合國秘書長潘基文對於联合国维持和平部队在非洲發生多起少女和未成年強姦事件後，已開除中非共和國多層面綜合穩定團負責人[13]。
- 阿聯酋航空宣布將在2016年開飛首條中美洲航線「杜拜－巴拿馬市」，飛行時間達17小時35分，這條新航線也將成為全球現有最長的直飛航線[14][15]。
- 中國天津港發生危險品爆炸和大火，多人死傷。[16]

## 8月13日
- 伊斯兰国在伊拉克巴格达萨德尔城发动一起针对什叶派武装分子的汽车炸弹袭击事件，造成76人死亡、212人受伤。[17]

## 8月16日
- 由ATR-42-300執飛的在巴布亞省東部墜毀[18]，機上54人全部罹難。

## 8月17日
- 泰國曼谷發生爆炸，截至2015/08/17 10:09為止，共有12人死亡[19]。
- 在緬甸联邦巩固与发展党的共同黨主席兼國會眾議院議長瑞曼被總統登盛的盟友接替，這是2015年緬甸議會選舉以來，最劇烈的政治勢力重組[20][21]。
- 《盗墓笔记》中主角吴邪与张家最后一任族长张起灵（闷油瓶）约定的十年之约期满的日子。千万粉丝与吴邪一起前往长白山上赴约。饮冰十年，难凉热血。十年期满，带他回家。

## 8月20日
- 北韓向南韓砲擊，砲彈落在南韓京畿道漣川郡山區。為此南韓軍方亦開火還擊，並撤離附近居民及觀光客[22]。
- 希臘總理齊普拉斯向該國總統提出他和內閣的辭呈，並要求儘快舉行大選[23]。

## 8月21日
- 大力士高速列車在行經法國瓦尼時，發生槍擊案。[24]

## 8月22日
- 中國山东省淄博市桓台县果里镇东付村的润兴化工厂發生爆炸並起火，距離民居不到一公里，內有可釋放有毒氣體的己二腈。[25][26]
- 2015年世界田径锦标赛在北京国家体育场开幕。[27]

## 8月23日
- 中国科幻作家刘慈欣著，美籍华裔科幻作家刘宇昆翻译的《三体》英文版获得2015年雨果奖最佳长篇小说的荣誉，刘慈欣则成为首位获得雨果奖的亚洲人。[28]

## 8月25日
- 就緩解朝鮮半島緊張局勢達成協議。北韓方面對日前南韓士兵在被地雷炸傷事件表示遺憾並解除備戰狀態，南韓方面若未發生其他事件將於中午12點起停止對北韓的宣傳廣播。兩韓並將在平壤及首爾舉行對話以改善雙邊關係，並將安排離散家屬團聚[29][30]。
- 新加坡政府宣佈解散國會，並將在9月11日舉行全國大選[31]。
- 馬來西亞大專生救國運動組織所號召的學生行動（Langkah Siswa）「佔領國會」集會，今晚在舉行燭光晚會後，警方展開行動逮捕17名大專生，並將他們送往警局扣留[32]。
- 经过一个晚上的封锁，俄罗斯国家信息监控局（Roskomnadzor）解除对俄语维基百科的封锁[33]。

## 8月26日
- 美国弗吉尼亚州有一名女记者和一名摄影师在进行电视直播连线时遭枪击并当场身亡。[34][35]

## 8月27日
- 奧地利警方在一輛被遺棄的貨車內發現71具屍體，懷疑是來自敘利亞的偷渡者，在車上密封的冷藏庫內缺氧死亡。[36]

## 8月28日
- NASA公布中國中科院国家天文台陆由俊等人的研究团队，使用哈伯太空望遠鏡發現Markarian 231星系中的雙黑洞系統[37]。

## 8月29日
- 泰国警方逮捕了一名涉嫌制造2015年拉差帕颂爆炸案的土耳其嫌犯[38][39]。
- 马来西亚非政府组织干净与公平选举联盟开始在吉隆坡等主要城市举办为期两天的净选盟4.0集会[40][41]。

## 8月30日
- 中华人民共和国主席习近平签署特赦令，根据第十二届全国人大常委会第十六次会议29日通过的全国人大常委会关于特赦部分服刑夺的罪犯决定，对参加过抗日战争、解放战争等四类服刑罪犯实行特赦[42]。
- 2015年世界田径锦标赛闭幕，北京市市长王安顺将赛会旗帜交给下届赛事举办城市伦敦市市长艾伦·亚罗[43][44]。
- 泰国皇家警察公布于近日逮捕的涉嫌制造2015年8月曼谷爆炸的嫌犯身份。嫌犯名叫阿德姆·卡拉达格，隶属于土耳其的极端民族主义恐怖组织“灰狼”，本次袭击是针对泰国将境内的维吾尔族恐怖嫌犯驱逐回中国，而不让他们去土耳其避难而报仇[45]。

## 8月31日
- 2015年MTV音乐录影带大奖在加利福尼亚州洛杉矶微软剧院举办，乡村流行女歌手凭借年度音乐录影带、最佳女歌手录影带、最佳流行录影带、最佳合作四项大奖成为当晚最大赢家[46]。